# California Institute of the Arts
 (mai 2023).
Si vous disposez d'ouvrages ou d'articles de référence ou si vous connaissez des sites web de qualité traitant du thème abordé ici, merci de compléter l'article en donnant les références utiles à sa vérifiabilité et en les liant à la section « Notes et références ».
Le California Institute of the Arts, ou CalArts, est une université privée et école d'arts américaine basée à Valencia, dans la banlieue de Los Angeles en Californie. Cette école a été créée en 1961 par Walt Disney et a ouvert ses portes en 1971. L'une de ses premières missions était la formation d'une nouvelle génération d'animateurs pour le studio Disney.
La California Institute of the Arts (CalArts) a été fondée en 1961 par Walt Disney, un entrepreneur et producteur de cinéma célèbre pour ses innovations dans le domaine de l'animation. L'idée d'ouvrir une école d'art et de design pour former une nouvelle génération de créateurs artistiques est née de la frustration de Walt Disney face au manque de talents disponibles dans l'industrie de l'animation à cette époque.
Le concept initial était de créer une école d'art qui réunirait différentes disciplines, y compris le cinéma, l'animation, la danse, la musique et le théâtre. Walt Disney a travaillé en étroite collaboration avec l'architecte moderniste américain, William Pereira, pour la conception des bâtiments de l'école.
En 1961, l'école a ouvert ses portes dans la ville de Valencia, en Californie, avec un effectif initial de 150 étudiants. La première promotion a inclus des artistes tels que John Baldessari, Judy Chicago, Michael Asher et Allan Kaprow, qui ont tous acquis une renommée internationale dans le monde de l'art contemporain.
Le campus initial de CalArts était situé dans une ancienne zone de ranch de cinq cents acres dans le comté de Los Angeles. Le premier président de l'école, Robert W. Corrigan, a guidé l'école durant ses premières années de développement, en recrutant des enseignants de renommée internationale et en encourageant la collaboration interdisciplinaire entre les étudiants. Au fil des ans, CalArts est devenue une institution artistique de renommée mondiale, attirant des étudiants et des professeurs de divers horizons. L'école a également formé de nombreux artistes aujourd'hui reconnus, dont Tim Burton, John Lasseter, Brad Bird, Henry Selick, Gary Panter et Bonnie Raitt, parmi de nombreux autres.
Aujourd'hui, CalArts continue d'être une force majeure dans le monde de l'art et de la culture, offrant une formation artistique de pointe à de nouvelles générations d'étudiants. L'école développe son programme artistique en intégrant des domaines tels que les nouveaux médias et la réalité virtuelle, tout en restant fidèle à son engagement initial à former des artistes talentueux et créatifs.

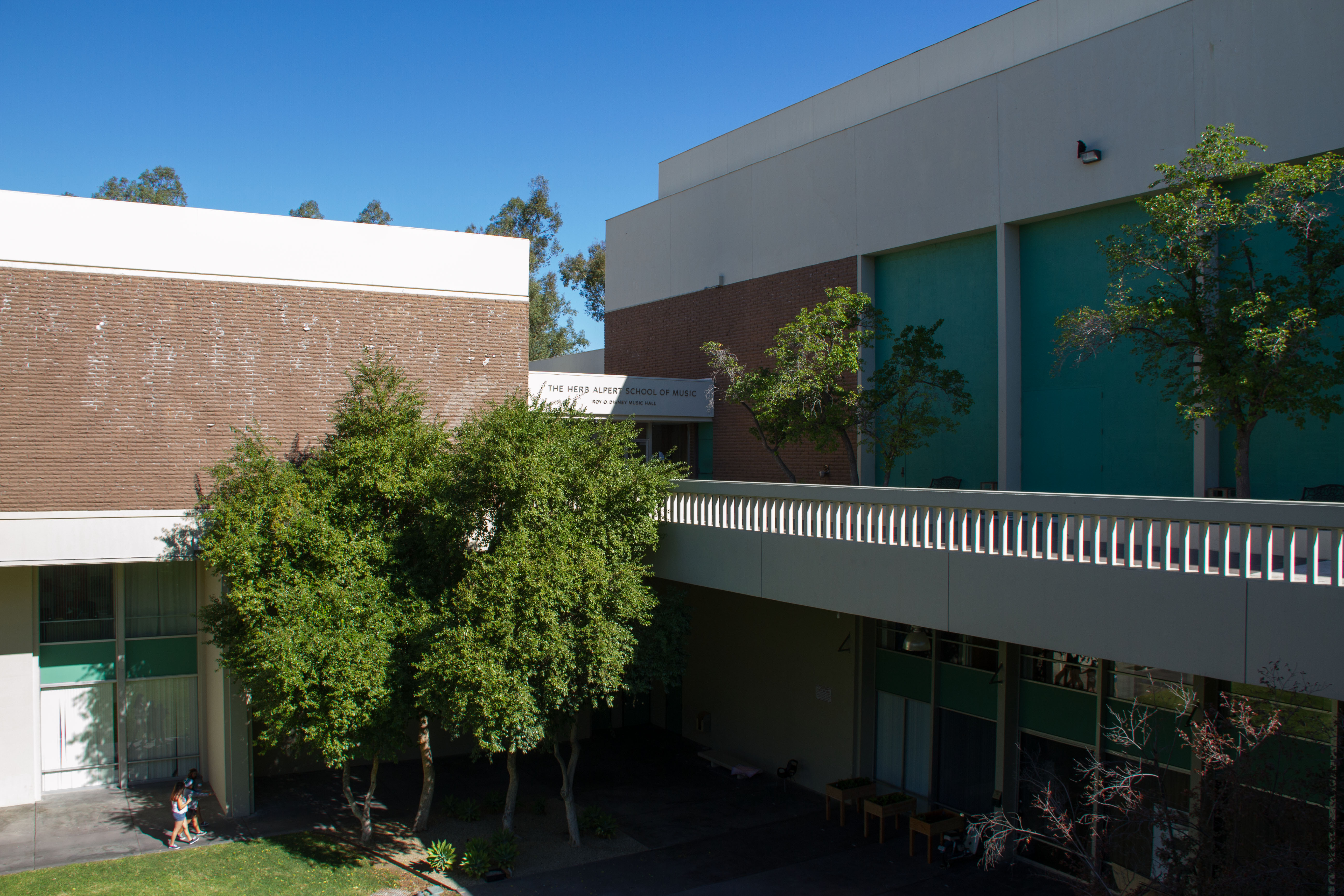
La Herb Alpert School of Music du CalArts.
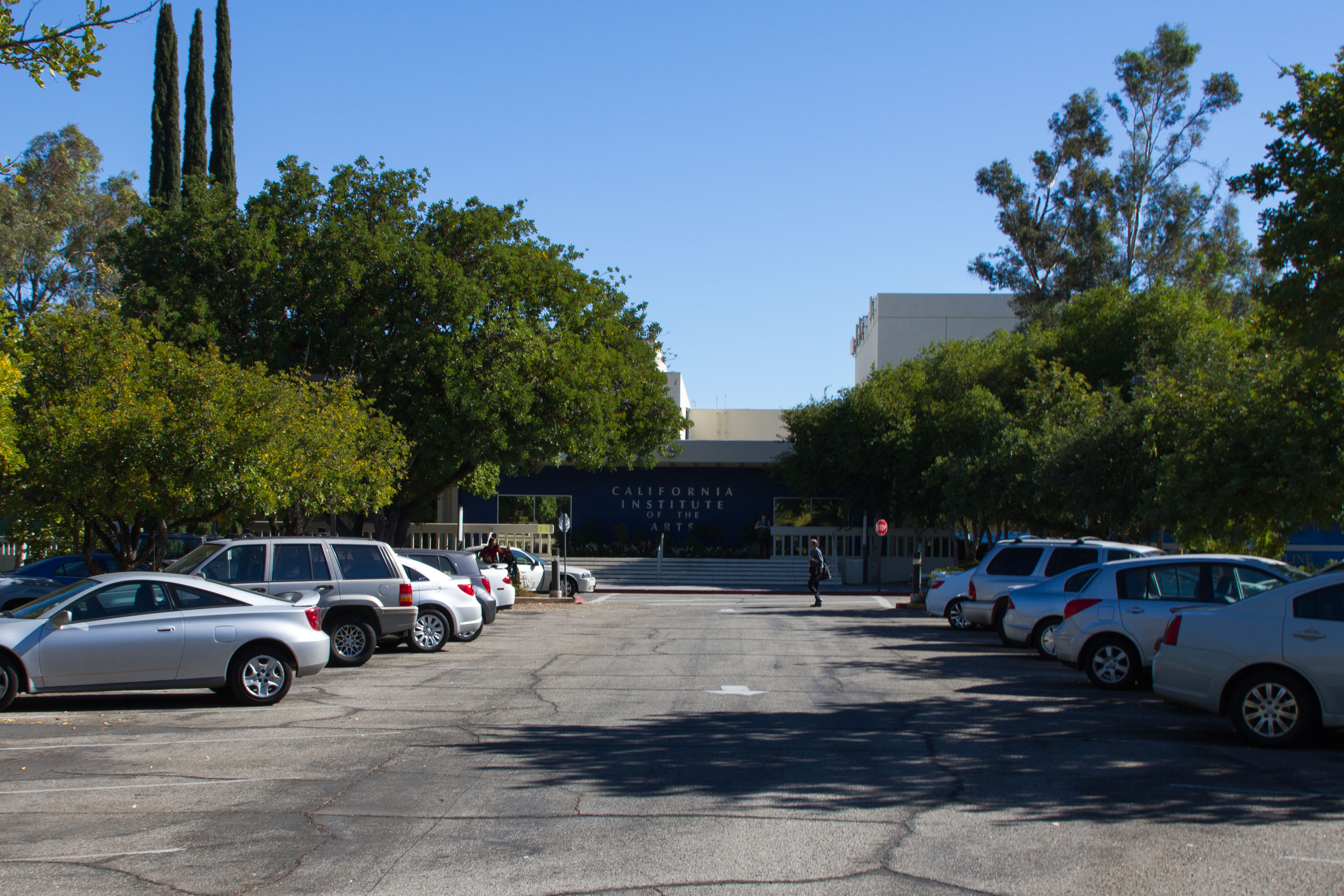
Entrée principale.

## Enseignement
- Tisa Bryant, création littéraire

## Anciens élèves
- Stephen J. Anderson
- Mark Andrews (réalisateur)
- Tony Anselmo
- Wes Archer
- Kelly Asbury
- Don Bachardy
- Kyle Balda
- Tony Bancroft
- Brad Bird
- Barbara Bloom
- Ash Brannon
- Chris Buck
- Tim Burton
- Hendel Butoy
- Brenda Chapman
- Scott Colley
- Anne Collier
- Ravi Coltrane
- Joachim Cooder
- Ry Cooder
- Sofia Coppola
- Jill Culton
- Eric Darnell
- Pete Docter
- Ralph Eggleston
- Lauren Faust
- Thor Freudenthal
- Donald W. Graham
- Charlie Haden
- Rick Heinrichs
- Isabel Herguera
- Alex Hirsch
- Glen Keane
- Mike Kelley
- Bill Kopp
- John Lasseter
- Kevin Lima
- James Mangold
- Arturo Márquez
- Josephine Meckseper
- Alessandro Mercuri
- Chris Miller
- Rob Minkoff
- Hyun Min-Lee
- Mike Mitchell
- Adrian Molina
- Rich Moore
- John Musker
- Teddy Newton
- Phil Nibbelink
- Michel Ocelot
- Mark Osborne
- Charlemagne Palestine
- Jeff Pidgeon
- J.G. Quintel
- Joe Ranft
- Jerry Rees
- Simon Rouby
- Paul Rudish
- Chris Sanders
- Allen Say
- Henry Selick
- Peter Sohn
- Aaron Springer
- Andrew Stanton
- Patrice Stellest
- Robert Stromberg
- Doug Sweetland
- Genndy Tartakovsky
- Gary Trousdale
- Conrad Vernon
- Erika Vogt
- Pendleton Ward
- Dean Wellins
- Kirk Wise
- Stevie Wermers